# Репрезентација Турске у хокеју на леду
Хокејашка репрезентација Турске представља Републику Турску у хокеју на леду на међународним такмичењима. Налази се под окриљем Турског хокејашког савеза који је од 1991. део Међународне хокејашке федерације ИИХФ.
Сениорска репрезентација тренутно се такмичи у групи Б друге дивизије светског првенства, и на крају 2012. заузимала је 39. место на ранг листи ИИХФ.

## Историјат
Савез хокеја на леду Турске (тур. Türkiye Buz Hokeyi Federasyonu, TBHF) основан је почетком 1991. године, а од 1. маја 1991. пуноправни је члан ИИХФ.
Сениорска репрезентација на међународној сцени дебитовала је на светском првенству 1992. у Јужноафричкој Републици, на првенству групе Ц2. Турска је на том такмичењу забележила свих 5 пораза и учешће окончала на последњем 32. месту у коначном пласману.
Следеће велико такмичење било је светско првенство групе Д 1998. које је Турска завршила са 4 пораза и једном победом (понеда над Новим Зеландом од 4:3). На такмичењу треће дивизије 2004. Турска осваја друго место и тиме обезбеђује пласман у виши ранг такмичења. Међутим на такмичењу друге дивизије у Загребу 2005. заузимају последње место и експресно се враћају у трећу дивизију. Поново су 2006. успели да изборе пласман у виши ранг такмичења, и поново експресно испадају из истог већ наредне године.
Град Ерзурум је 2012. био домаћин светског првенства треће дивизије на ком је селекција Турске освојила прво место и поново обезбедила пласман у виши ранг такмичења за 2013. годину.

## Резултати на светским првенствима
| Год.  | Место        | Пласман     | Категорија (група) |
| ----- | ------------ | ----------- | ------------------ |
| 1992. | Јоханезбург  | 6/6 (32/32) | Група Ц2           |
| 1998. | Преторија    | 7/8 (39/40) | Група Д            |
| 1999. | Кругерсдорп  | 7/9 (39/41) | Група Д            |
| 2000. | Рејкјавик    | 9/9 (42/42) | Група Д            |
| 2002. | Кејптаун     | 11/12       | Дивизија           |
| 2003. | Окленд       | 3/3         | Дивизија           |
| 2004. | Рејкјавик    | 2/5         | Дивизија           |
| 2005. | Загреб       | 5/6         | Дивизија , група А |
| 2006. | Рејкјавик    | 2/5         | Дивизија           |
| 2007. | Загреб       | 6/6         | Дивизија , група А |
| 2008. | Луксембург   | 6/6         | Дивизија           |
| 2009. | Данидин      | 2/5         | Дивизија           |
| 2010. | Мексико Сити | 6/6         | Дивизија , група А |
| 2011. | Кејптаун     | 3/5         | Дивизија           |
| 2012. | Ерзурум      | 1/6         | Дивизија           |
| 2013. | Измит        | 5/6         | Дивизија , група Б |
| 2014. | Хака         | 6/6 (40/46) | Дивизија , група Б |
| 2015. | Измир        | 2/7 (42/47) | Дивизија           |

## Резултати против осталих селекција
Закључно са крајем априла 2015.
| Репрезентација      | Ут | Поб | Н | Пор | ГД  | ГП  | ГР   |
| ------------------- | -- | --- | - | --- | --- | --- | ---- |
| Јужна Африка        | 9  | 0   | 0 | 9   | 12  | 104 | -92  |
| Грчка               | 8  | 5   | 0 | 3   | 50  | 36  | +14  |
| Израел              | 7  | 0   | 0 | 7   | 11  | 73  | -62  |
| Луксембург          | 9  | 5   | 0 | 4   | 53  | 44  | +9   |
| Шпанија             | 4  | 0   | 0 | 4   | 3   | 65  | -62  |
| Хрватска            | 4  | 0   | 0 | 4   | 3   | 98  | -95  |
| Нови Зеланд         | 8  | 1   | 0 | 7   | 25  | 52  | -27  |
| Аустралија          | 5  | 0   | 0 | 5   | 4   | 75  | -71  |
| Бугарска            | 5  | 1   | 0 | 4   | 14  | 55  | -41  |
| Исланд              | 4  | 0   | 0 | 4   | 7   | 29  | -22  |
| Мексико             | 5  | 1   | 0 | 4   | 12  | 28  | -16  |
| Естонија            | 1  | 0   | 0 | 1   | 0   | 24  | -24  |
| Белгија             | 3  | 0   | 0 | 3   | 5   | 35  | -30  |
| Ирска               | 4  | 3   | 1 | 0   | 21  | 10  | +11  |
| Јерменија           | 2  | 2   | 0 | 0   | 19  | 4   | +15  |
| Јужна Кореја        | 1  | 0   | 0 | 1   | 0   | 14  | -14  |
| Србија              | 1  | 0   | 0 | 1   | 4   | 6   | -2   |
| Монголија           | 2  | 2   | 0 | 0   | 21  | 3   | +18  |
| Северна Кореја      | 3  | 1   | 0 | 2   | 9   | 14  | -5   |
| Кина                | 2  | 1   | 0 | 1   | 8   | 7   | +1   |
| Босна и Херцеговина | 3  | 2   | 0 | 1   | 22  | 8   | +14  |
| Грузија             | 1  | 1   | 0 | 0   | 13  | 1   | +12  |
| УАЕ                 | 1  | 1   | 0 | 0   | 15  | 0   | +15  |
| Хонгконг            | 1  | 1   | 0 | 0   | 10  | 1   | +9   |
| укупно (24)         | 93 | 27  | 1 | 65  | 351 | 786 | -435 |